# Want Some?
Want Some? è il secondo album in studio del cantautore britannico Ed Sheeran, pubblicato nel 2007 dalla Sheeran Lock.

## Tracce
Testi e musiche di Ed Sheeran, eccetto dove indicato.
1. You Break Me – 3:01
2. I'm Glad I'm Not You – 4:18
3. You Need to Cut Your Hair – 2:54
4. Sara – 3:01
5. Move On – 3:57 (Ed Sheeran, Alonestar)
6. Yellow Pages – 2:47
7. Smile – 3:09
8. Postcards – 2:54
9. Two Blokes and a Double Bass – 1:37
10. The West Coast of Clare – 5:14 (Andy Irvine)
11. I Can't Spell – 5:15

## Formazione
Musicisti
- Ed Sheeran – voce, chitarra acustica, chitarra elettrica, djembe, beatboxing
- Laurie Chapman – pianoforte, arrangiamento pianoforte
- Jack Pollitt – batteria
- Julian Simmons – tamburello
- Rex Horan – contrabbasso
- Alonestar – rapping (traccia 5)

Produzione
- Julian Simmons – produzione, missaggio
- Denis Blackham – mastering